# 水野晴郎
水野 晴郎（みずの はるお、1931年〈昭和6年〉7月19日 - 2008年〈平成20年〉6月10日）は、日本の映画評論家、映画監督、タレント。倉敷芸術科学大学教授、大阪芸術大学客員教授。
映画監督としてはMIKE MIZNO（マイク・ミズノ）の名義を使っていた。出生時の本名は水野 和夫（みずの かずお）であったが、山下奉文陸軍大将への尊敬の念と、自ら製作・監督し山下を演じた『シベリア超特急』シリーズへの愛着から、戸籍上の本名を山下奉文と一文字違いの山下奉大（やました ともひろ）に改名した。日本アカデミー賞の発案者。

## 経歴

### 生い立ち
1931年（昭和6年）7月誕生。戸籍では19日の生まれだが、両親が「17日だったよ」と言っていたような気がするとも述べている。高梁の生まれと自著に記しているが、父親が赴任先の満洲に家族を呼んだため岡山で生まれたのか満洲で生まれたのかもはっきりしないと明かしている。少なくとも2歳からは満洲で、5歳からは内蒙古、戦争が激化して再び満洲へと移ったが、太平洋戦争後は母の故郷である岡山県に引き揚げた。家計を助けるべく働いたため旧制高梁中学（現・岡山県立高梁高等学校）に2年しか通えておらず、高梁高等学校（夜間部）（現在の岡山県高梁市立松山高等学校）に通い1952年（昭和27年）に卒業した。
高校卒業後、郵便局職員（当時は国家公務員）となり、「紙幣捌きの名人」と称されていた。
青年期には岡山から大阪・神戸市・姫路の映画館に通っていた。この頃、慶應義塾大学の通信課程に入学。また郵便局に勤めている間の1955年（昭和30年）頃に父親が感電事故で亡くなっている。

### 映画界へ
映画との出会いは戦後であった。太平洋戦争中は軍人として死ぬことを教育されていた水野は敗戦後の価値観の変化に戸惑い、アメリカからもたらされた民主主義の意味を理解できなかった。そのときに出会ったのがアメリカ映画だった。
「民主主義というのはこういう面白い映画をみんなが自由に撮れて、みんなが自由に観ることのできる社会なんだ！」そしてこの出会いは水野の人生そのものを決めることになったのであった。
東京に出て淀川長治の「映画の友」友の会に参加。淀川からは「水やっこ」と呼ばれて目をかけられた。会では日野康一らと出会った。
1956年（昭和31年）、20世紀フォックス映画にアルバイトとして採用され、のち正社員となって宣伝部で働いた。5年後に日本ユナイト映画にヘッドハンティングされ宣伝総支配人となった。ユナイト映画在籍時、ビートルズの主演映画『ビートルズがやって来る ヤァ!ヤァ!ヤァ!』や『史上最大の作戦』『真夜中のカーボーイ』『夕陽のガンマン』、『追想』、危機一髪を意図的に誤記した『007/危機一発』などの日本語題を考案したのは水野だという説がある。ただし「危機一発」については、1956年の東映映画『御存じ快傑黒頭巾危機一発』があり、以前から使われていたという意見もある。1972年に独立。
この間、1960年代には本名の水野和夫名義で、また独立後は水野晴郎名義で、『スクリーン』『キネマ旬報』『映画評論』などの映画雑誌に映画評などを多数執筆した。特に『映画評論』では、「娯楽映画」として批評の対象外だった監督たち、加藤泰や沢島忠、深作欣二らをその活動初期から高く評価した。また『スクリーン』には2000年代前半ごろまで「水野晴郎対談」や「アカデミー賞受賞作に見るアメリカ映画の楽しさ」など多数の連載を持っていた。
1958年（昭和33年）、母親が心臓発作で亡くなり、3人の弟と年の離れた妹を東京に引き取る。
1962年（昭和37年）に慶應義塾大学文学部を9年かけて、通信教育課程を経て卒業。文学士。

### 金曜ロードショーの解説者として
独立後は1972年10月4日から、日本テレビ系の映画番組『水曜ロードショー』の解説を担当。一方、自身の会社「インターナショナル・プロモーション」で、アルフレッド・ヒッチコックの『バルカン超特急』など、ヨーロッパ映画の配給を行った。
番組の中で水野が発する「いやぁ、映画って本当にいいもんですね～」（他に「面白いもんですね～」や「素晴らしいもんですね～」「楽しいもんですね〜」も）というセリフは定着し、お茶の間の人気を集めることとなった。本人によれば、『水曜ロードショー』で1974年4月3日に放送した『シェーン』の解説で使ったのが最初で、番組の最後に時間が余った際「もう一言付け加えて」と担当者から言われ、とっさに出た言葉がこれだった。
解説者に起用されたのは、番組プロデューサーによると「クルーカットに口髭という一目で覚えられる風貌だったことが採用の決め手になった」とのこと。そのため収録時は口髭をメークで強調。当初はカメラの前で極度に緊張しNGを連発していた。本番前にココアや豆乳を飲むことで気持ちを落ち着かせるなど、慣れるまでは苦労の連続だった。
著作『母の愛 そして映画あればこそ―夢と希望を追い続けたわが60年』において「世界の警察を取材するために海外へ渡るときは解説を何本かまとめ撮りしていた」と述べている。映画評論の仕事で多忙を極め、時間がなかったことから2本の映画を同時に見たこともあり、「話の内容分かりますか？」と尋ねられ「2本とも分かりませんでした」と答えている。
また、番組開始時はフィルム撮影だったためNGを出すとフィルムを廃棄して頭から撮り直しになるので「いつか上手くなって一発で決めよう」と意気込んでいたが、そうなる前の1978年10月に「撮り直しの利くビデオ撮影に切り替わった」と当時を振り返っている。
1978年から日本アカデミー賞が開催されるが、同賞は水野が「映画の素晴らしさをさらに盛り上げる祭典」と発案し、松竹・東宝・東映のトップや日本テレビのプロデューサーへ持ち掛けて準備を進めていたが、途中から電通が仕切ることになり、水野は会員として投票する立場となった。
1983年6月、初の拘束名簿式比例代表制による選挙が行われた第13回参議院議員通常選挙比例代表区に、新自由クラブと社会民主連合が結成していた統一会派「新自由クラブ民主連合」から名簿順位第3位で出馬したが、新自由クラブ民主連合が獲得したのが田英夫の1議席にとどまったため落選した。
選挙出馬のため、『水曜ロードショー』の解説を1983年6月から降板していたが、1985年4月に復帰。担当番組が『金曜ロードショー』に変わった後も1997年3月までのべ24年半に渡って解説を続けた。
しかし、自身の嗜好に合わない娯楽性の強い日本映画を放映する傾向が強まり『金曜ロードショー』を降板。解説を降りたあとも、日本テレビの深夜の映画番組『麹町名画座』において、自身の嗜好に沿った映画を放送、「館主」名義で解説を5年間続けた。なお、『シベリア超特急』の上映会がアメリカで開かれた際に渡米していた2000年の途中からは水野の解説なしで同番組が放送されていた。水野はこの間、雑誌『スクリーン』の連載「アカデミー賞受賞作にみるアメリカ映画の楽しさ」も休載している。

### 映画俳優挑戦と「シベ超」シリーズ誕生
1992年には日活の創立80周年記念作品『落陽』に山下奉文役で映画俳優に挑戦。この起用は、軍服姿の水野の風貌が山下奉文に酷似していたからであった。これが4年後の『シベリア超特急』に繋がることになる。2004年の映画『下妻物語』では、「主人公の白百合イチゴがコンビニで水野晴郎を見かける」という設定で本人役で友情出演していた。登場時には『シベリア超特急』のロゴが大きく印刷された白のスウェットシャツを着ていた。
「ウィズダム」を設立し、映画評論の仕事以外にもMGMのミュージカル『雲流るるはてに』、カトリーヌ・ドヌーブ主演『銀行』など海外名作映画の輸入配給、テレビ番組の製作を手がけた。2004年には秋田県のシネマコンプレックス・パンテオンシネマズAKiTAをプロデュース。サンテレビの映画番組『ドリームシアター』においても2006年に体調不良により降板するまで解説を担当した。
α-Stationの番組『CHUMMY TRAIN』では、2003年6月20日に水野が番組ゲストに呼ばれたときに収録した「いやぁ、チャミトレって本当にいい番組ですね〜」というジングルを2020年秋まで番組のオープニングで使用していた。
この他、KEEP「水野晴郎のDVDで観る世界名作映画」やカバヤ食品「水野晴郎シネマ館」など一部の発売業者による激安DVDにおいて、解説を担当した。

### 晩年
晩年の2000年代前半には体重の増加で肝臓が悪くなっており、骨粗鬆症にもなっていた。2004年に映画の撮影中に背骨を骨折したり、2006年1月には吐血して意識不明になったりしたこともあった。2007年6月29日、映画の試写室で階段を踏み外して転倒し、2004年と同じ箇所を圧迫骨折。全治3か月の重傷を負い、同年10月にクランクインするはずだった『シベリア超特急』シリーズ最終作の撮影も延期された。周囲が心配していた矢先、同年12月13日に自宅で転倒。肋骨を折り、動けずにいたところを所属事務所関係者に発見され、入院。2008年4月頃にはペンすら持てなくなったが、それでもなお口述筆記で製作活動を続けたほか、長年の夢であった「水野晴郎映画塾」を立ち上げた。
2008年6月10日15時5分、肝不全で死去。76歳没。最後の仕事は江頭2:50の著書『エィガ批評宣言』の帯のコメントであり、最後に観た映画は『ホット・ファズ -俺たちスーパーポリスメン!-』である。生涯独身であり、葬儀は親族で行われた。7月17日、水野自身が創設した「日本映画批評家大賞」主催の偲ぶ会が品川プリンスホテルにて開催された。

## シベリア超特急
1996年からは『シベリア超特急』シリーズで映画監督としてデビューした。監督名義は「MIKE MIZNO」となっている。同映画はその奇天烈な内容から、「シベ超」の愛称で、一部の映画ファンからカルト的な人気を得て大人気シリーズとなっている。死去のとき準備中であった最終作は、台本はできあがっており、シリーズ出演者の西田和昭らが何かしらの形で完成させる意向を示している。

## 警察マニアとして
警察マニアでもあり、国際警察官協会の日本支部会長を務めていた。アメリカで保安官補（実際に活動する執行官）の体験勤務をしたり、パトロールカーのサイレン音を集めたレコード『世界のパトカー』をプロデュースし発売したこともあった。
警察学校で警官の昇進に関わる本格的な講義を受け持ったり、日本各地の警察、警察大学校で講演したこともあった。警察庁長官からは表彰を受けている。本業の映画解説にも米国警察や司法制度に精通する一面が随所で発揮された。
かつては『水曜ロードショー』『金曜ロードショー』で放送される本編の映画が93分未満で放送時間が余った際、映画とは関係のない水野の警察関係のコレクションや記念写真がミニコーナーとして放送されることもあった。
アメリカのパシフィック・ウエスタン大学より「警察学博士」号を授与されている。ただし、同大学はいわゆるディプロマミルの一種である。
なお、日本の警察のパトロールカーが用いるパトライトに、アメリカのように散光式警光灯（バーライト）を採用するよう提案したのは自分であると水野本人が語っている。当時日本のパトカーにはルーフの中央に水平回転式・筒状の赤色警光灯がぽつんと取り付けてあるだけだったが、水野はアメリカで目にした大型の警光灯を見て「これだ」と思い、これをかねてから交流のあった警視庁のトップに提案したところ採用に至ったという。アメリカでは使用できるパトランプの色は赤・青・橙など各色あるが、日本では緊急自動車に関する法令で赤と決められていたため、赤色のまま形状だけが同じものとされた。
警察マニアとしての知名度から、1978年の東映映画『多羅尾伴内』に、警察署長役で出演したことがある。また、1997年のNHK朝の連続テレビ小説『あぐり』にも、主人公のモデルとなった吉行あぐりと同じ岡山出身ということもあって、これも警察署長役で出演している。

## 水野ファミリー
水野の弟子として、元漫才師の西田和昭（西田和晃、愛称「ぼん」）がいる。『シベリア超特急』シリーズに出演したほか、公私共に水野の片腕として重用された。水野晴郎事務所のウェブサイト上に、入浴をともにしている写真が掲載されていたこともあり、おすぎからは「（西田が）まるで恋人みたい」と言われるほどであった。西田は現在もタレント、喜劇役者として活動している。
そのほか占野しげる、中野ダンキチらが水野ファミリーの一角をなす。

## 著書
- 『映画のわかる本』（広済堂出版、1976年）
- 『いやあ!映画って本当にいいもんですね』（渓声社、1977年）
- 『いやあ!映画って本当にいいもんですね（続）』（渓声社、1977年）
- 『ザ・お巡りさん：世界の警察直撃取材』（渓声社、1978年）
- 『映画について語りましょう:水野晴郎対談集』（近代映画社、1978年）
- 『水曜日は映画の気分』（冬樹社、1981年）
- 徳大寺有恒・斉藤忠直著、水野晴郎監修『パトカー図鑑：世界の警察カタログ』（ワールドフォトプレス、1979年）
- 『わが応援歌 : 鮮烈にとらえた警察官・真実の姿 続』立花書房、1981年6月1日。NDLJP:11975226。
- 『アメリカン・ポリス体験旅行』早川書房、1981年11月15日。NDLJP:11931726。
- 『ザ・お巡りさん（続）：第一線警察官への手紙』（渓声社、1981年）
- 『パトカーで駆けめぐるニューヨークの昼と夜』近代映画社、1982年6月15日。NDLJP:11931287。
- 『世界の警察』（警察時報社、1985年）
- 『映画がいっぱい』（日本テレビ放送網、1985年）
- 『映画がいっぱい. 2』（日本テレビ放送網,1986年）
- 水野晴郎ほか『日本のスター：インタビュー』（キネマ旬報社、1986年）
- 『世界のお巡りさん24時』（読売新聞社、1988年）ISBN 4643881054
- 『ハリウッド100年』（勁文社、1990年）ISBN 4766912063
- 『水野晴郎の映画365』（日本テレビ放送網、1990年）ISBN 482039018X
- 『映画の旅はロマンでいっぱい』（ミリオン書房、1991年）ISBN 4943948499
- 『母の愛、そして映画あればこそ…：夢と希望を追い続けたわが六十年』（近代映画社、1991年）ISBN 4764816709
- 『ビデオで観る100本の洋画』（PHP研究所、1992年）ISBN 4569535550
- 『水野晴郎のわが映画人生』（近代文芸社、1994年）ISBN 4773331518
- 『水野晴郎と銀幕の花々：日本映画の大女優たち』（近代文芸社、1996年）ISBN 4773350334
- 『シベリア超特急連続殺人事件』（七賢出版、1996年）ISBN 4883043142
- 水野晴郎監修『シベリア超特急ファンブック』（ソニー・マガジンズ、2002年）ISBN 4789718875

## 雑誌連載
- 『イヤ～、警察ってほんとうにいいですネェ』（月刊ラジオライフ、三才ブックス） - 米国と欧州の警察への訪問記。1981年12月号から1982年4月号までの全5回。

## 邦題・宣伝担当作品
- ビートルズがやって来るヤァ!ヤァ!ヤァ!
- 史上最大の作戦
- 真夜中のカーボーイ
- 夕陽のガンマン
- 007/危機一発
- 女王陛下の007
- 夜の大捜査線
- チキ・チキ・バン・バン
- 華麗なる賭け
- 眼下の敵
- 卒業

## 出演

### 映画
- 多羅尾伴内（1978年） - 警察署長役
- サイキックビジョン 邪願霊 〜狙われた美人キャスター〜（1989年） - オリジナルビデオ、特別出演
- 落陽（1992年） - 	山下将軍役
- ちぎれ雲〜いつか老人介護〜（1998年） - 三井昌彦役
- 近未来蟹工船　レプリカント・ジョー（2002年）
- LADY DROP　レディ・ドロップ（2003年） - 警察総監役
- 下妻物語（2004年） - 本人役、カメオ出演
「シベ超」スウェットシャツを着用して出演。
- シベリア超特急・番外編　欲望列車 チカンはイカン（2005年） - 本人役
『シベリア超特急』シリーズのスピンオフ企画として製作されたオリジナルビデオ。
- 「影の伝説」真田幸村の死闘（2005年） - 真田昌幸役
映画パーソナリティ・有村昆の短編自主製作映画で、1985年にタイトーが発売したコンピュータゲーム『影の伝説』の映画化。ただしオリジナルのゲームに真田幸村は登場しない。
- ケータイ刑事 THE MOVIE バベルの塔の秘密〜銭形姉妹への挑戦状（2006年） - そば屋の客役（カメオ出演）
- ケータイ刑事 THE MOVIE2 石川五右衛門一族の陰謀〜決闘!ゴルゴダの森（2007年） - 水野警視長役
- 0093 女王陛下の草刈正雄（2007年） - カメオ出演
自身が宣伝を担当していた007シリーズのパロディ作品。
- ギララの逆襲/洞爺湖サミット危機一発（2008年、松竹、河崎実監督）
死去のおよそ2か月前に撮影されており、遺作となった[19]。北海道地区は2008年7月5日先行公開、一般公開は7月26日。

2004年公開の映画『クレヨンしんちゃん 嵐を呼ぶ!夕陽のカスカベボーイズ』においては「マイク」という彼をモデルにしたキャラクターが登場する。2017年公開の映画『クレヨンしんちゃん 襲来!!宇宙人シリリ』でも、同様のキャラクターが街頭インタビューのシーンで登場し、『夕陽のカスカベボーイズ』のセリフが一部使われた。

### バラエティ
- お笑いスター誕生!!（日本テレビ系） - 審査員
- 欽ちゃんの仮装大賞（日本テレビ系） - 審査員（第3-9,17回）
- うそつきクイズ（日本テレビ系） - 解答者
- 木曜スペシャル～ブルース・リー特集（日本テレビ系、1978年3月23日） - 司会
- クイズ スクエア（日本テレビ系） - 司会
- カバヤ食品の紹介番組 - 案内役
- TNNシネマ（テレビ新潟）
- BBTシネマパラダイス（富山テレビ）
- MMTミッドナイトシネマ（ミヤギテレビ）- 案内役（占野しげると共演）
- ドラバラ鈴井の巣『VS 〜禁断の対決企画〜』（北海道テレビ放送） - 審査員

### ドラマ
- 『大江戸捜査網』第571話「牢破り 皆殺しの包囲網」（1982年、テレビ東京/ヴァンフィル） - 中津川隼人正
- 『家政婦は見た!』 第14作「憧れの大女優 私生活の派手な秘密!虚飾と欲望に一族が乱れる」（1995年、テレビ朝日系） - 映画解説者 役
- 『セーラー服反逆同盟』第12話「落ちこぼれ名門高校マル秘作戦」（1987年、日本テレビ系列） - 日下
- 連続テレビ小説（NHK総合）
  - 『あぐり』（1997年） - 警察署長
  - 『てるてる家族』第84回（2003年 - 2004年） - パン屋の主人[20]
- 『ラブ・ジャッジ』（TBS系列）
- 『はいからさんが通る』（フジテレビ系列）

### ミュージックビデオ
- Gackt ありったけの愛で

### ラジオ
- 水野晴郎のビデオるラジオ（TBSラジオ）

## CM
- ベスト電器（1978年）
- リーバイス（1979年ごろ）
- 理想科学工業 プリントゴッコ（1982年）
- ソニー「ベータマックス」（1980年代前半）
- グリコ協同乳業「プッチンプリン」（1984年、ゴジラ映画鑑賞編。映画を見ながら感極まるミニラを慰める役どころ）
- サニーペット（1985年）
- 日産自動車（1991年、業界熱血宣言3編）
- ゴールデンアイ 007（NINTENDO 64用テレビゲームソフト。浜村淳との共演）
- NTT東日本フレッツ光・こちら116（ハリウッド映画）篇（SMAP中居･草彅との共演）2008年1月 -
- コロナグループ
- ロッテ「ハリウッドフェスティバル」[注 3]
- 参天製薬「サンテドウ」
- 十八盛酒造　(岡山県ローカル)
- カプコン「デビルメイクライ」2001年(PlayStation 2用ゲームソフト。)